# Fernando Gomes Caldeira de Oliveira Fontoura
Fernando Gomes Caldeira de Oliveira Fontoura (Itabirito, dezembro de 1809 – Rio de Janeiro, 8 de junho de 1881) foi um médico e político brasileiro.
Filho de José Bonifácio de Oliveira Fontoura e de Jacinta Narcisa Caldeira Brant.
Foi deputado à Assembleia Legislativa Provincial de Santa Catarina na 3ª legislatura (1840 — 1841) e na 4ª legislatura (1842 — 1843).